# Barão de Ipanema

Armas dos barões de Ipanema.

Barão de Ipanema (Ypanema, na grafia original) é um título nobiliárquico criado por D. Pedro II do Brasil, por decreto de 24 de março de 1847, a favor de José Antônio Moreira. O título que recebeu fez referência à Fábrica de Ferro de Ipanema, que ficava às margens do Rio Ipanema, na região de Sorocaba. Essa Fábrica era um importante empreendimento do governo imperial. 
Titulares
1. José Antônio Moreira (1797–1879) – primeiro visconde com grandeza e conde de Ipanema;
2. José Antônio Moreira Filho (1830–1899) – filho do anterior.